# Kostel svatého Martina (Dolní Oldřiš)
Kostel svatého Martina v Dolní Oldřiši se nalézá ve hřbitovním areálu kostela obehnaného mohutnou ohradní zdí, ke které přiléhá drobnější stavba márnice, ve střední části obce, západně od místní komunikace. Je chráněn jako kulturní památka České republiky.

## Historie
Kostel je patrně středověkého původu. Časové pásmo výstavby bývá kladeno do rozmezí od konce 13. do konce 14. století. Stavba je písemně poprvé doložena až v roce 1495. K výrazné přestavba, pro kterou však chybí dobové písemné poklady, proběhla na přelomu 15. a 16. století, což bylo zjištěno na základě dendrochronologické datace dřeva, které bylo použité na výstavbu krovů na chrámovou lodí, které bylo kácené v letech 1501-1502. K roku 1665 je v pramenech uvedeno zasvěcení sv. Wolfgangovi, ale již o pět později se zmiňuje současné patrocinium sv. Martina. V roce 1753 se kostel nacházel ve špatném stavu a v rámci rekonstrukce, podle starších pramenů, došlo k sejmutí střechy i s věží a zvonovou stolicí. Podle dendrochonického průzkumu krovu je však tato datace nepřesná. Dnešního barokního vzhledu dosáhl po úpravách v letech 1780, 1865 a 1881. Kromě přestavby presbytáře a přístavby sakristie získal kostel jednotné barokní fasády. Po roce 1945 začal chátrat. K postupné obnově se přistoupilo od 90. let 20. století.

## Architektura

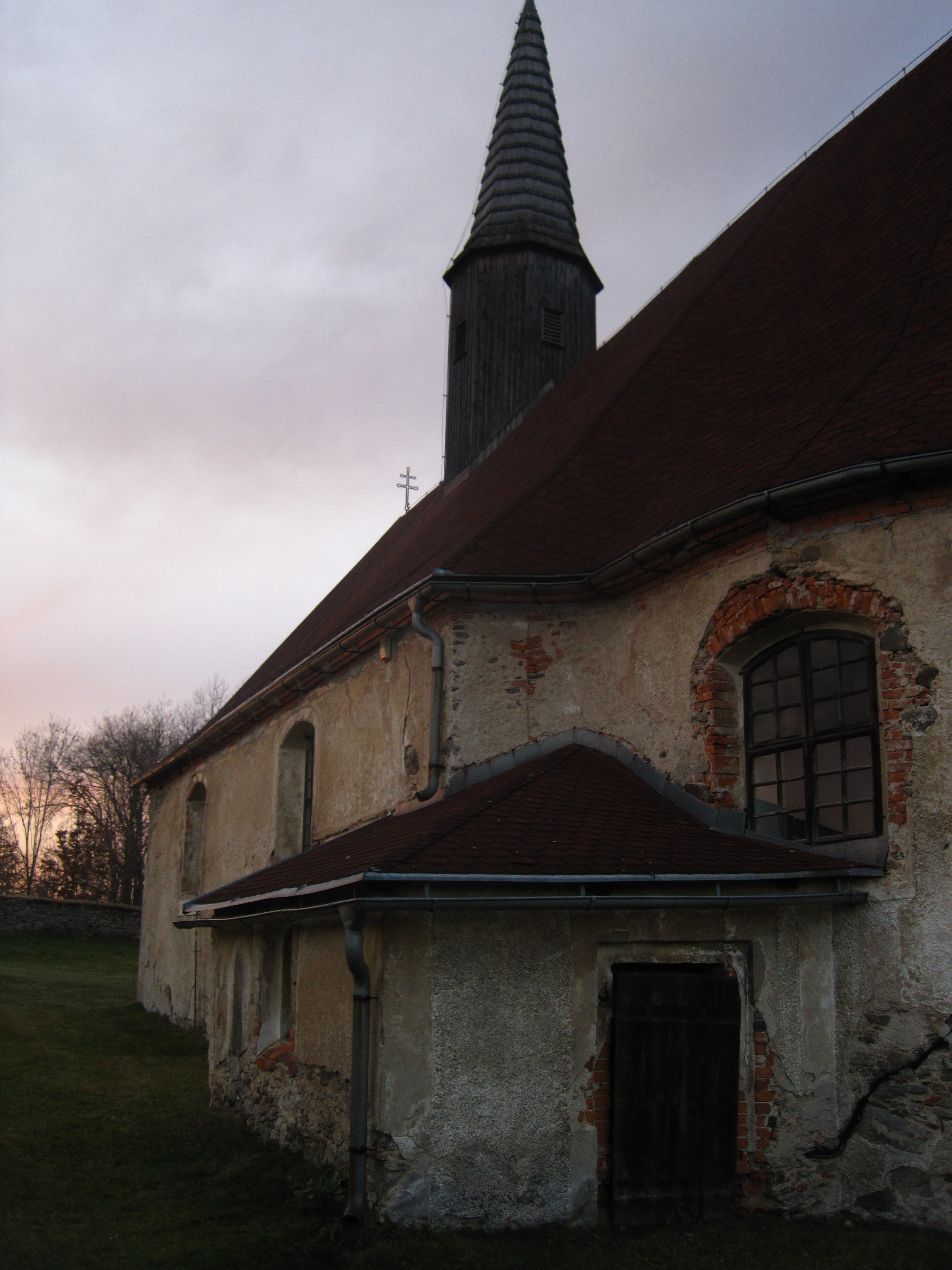
Bok kostela

Jednolodní, obdélná sakrální stavba s obdélným, polokruhově ukončeným presbytářem, obdélnou sakristií na severní straně a s pravoúhlou předsíní na jižní straně lodi. Vstup je umístěný na severním průčelí. Chrání jej předsíň čtvercového půdorysu. Vysokou sedlovou střechu pokrývá asfaltový šindel a prostupuje ji vysoký svisle bedněný sanktusník umístěný zhruba ve středu půdorysu vrcholící jehlancovou střechou opatřenou šindelem. Kostel je členěn lizénovými rámci a obdélnými barokními okny se segmentovým záklenkem. Presbytář má valenou klenbu a konchu s lunetami v závěru. Loď i podkruchtí dřevěné kruchty mají dřevěný kazetový strop. Protože západní část kostela je částečně zapuštěna do svahu, vstup na kruchtu vede zvenčí jen po několika schůdcích v západní předsíni. Předsíň a sakristie mají křížovou klenbu.

## Vybavení
Vnitřní vybavení kostela je historizující. V kostele se nalézá hlavní oltář a dva boční oltáře, vše z 19. století. Kazatelna je barokní a jsou na ní sošky evangelistů.
Do kostela byly roku 1870 umístěny jednomanuálové varhany s pedálem, které vyrobil neznámý autor. Nástroj měl osm rejstříků.

## Náhrobníky

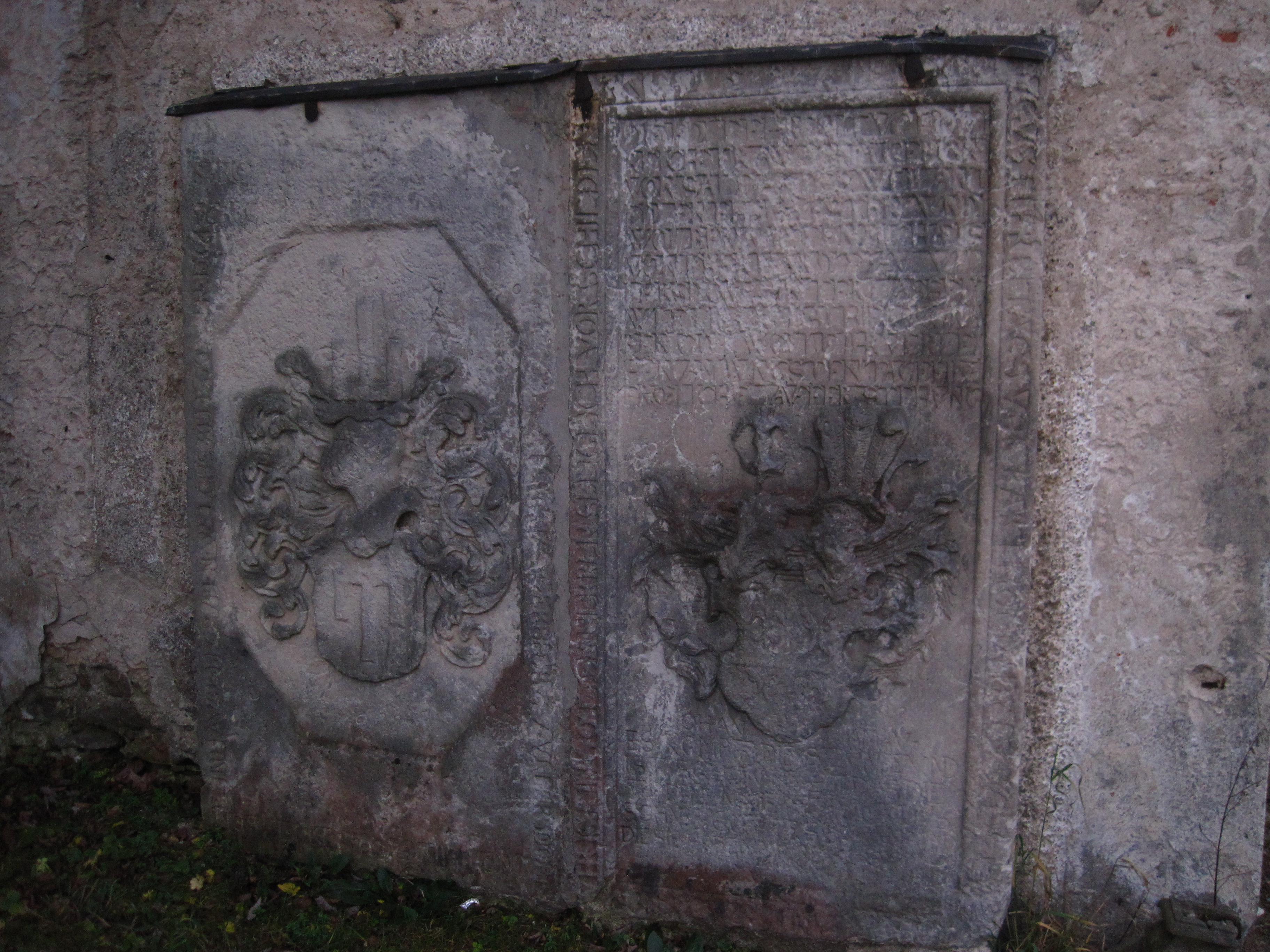
Znakový náhrobník

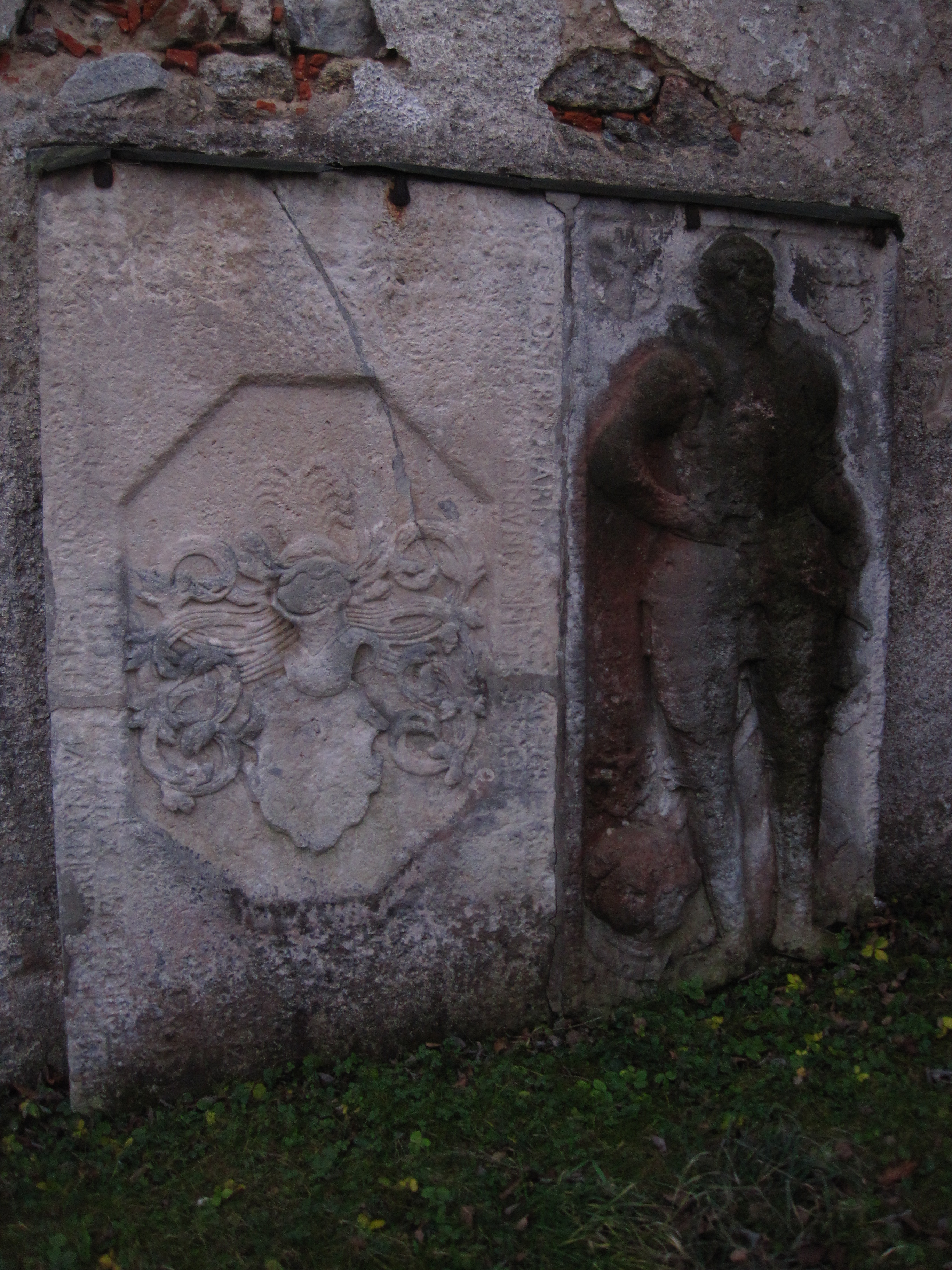
Figurální a znakový náhrobník

Do severního průčelí kostela a do východní stěny předsíně jsou zazděny čtyři renesanční náhrobníky. První náhrobník zprava je na stěně předsíně umístěný znakový náhrobník patřící Anně z Eberhardtu, rozené Salza († 1592). Náhrobník nese erb rodu ze Salzy a je na něm tesaný nápis po stranách: „ANNO 1 5 9 2 DEN XXI / AVGVSTI FREITAGS VON BARTHOLOMÆI ZWI|SCHEN] [---] IN DER H[.]BEN / VHR IST IN GOT DEM HERREN SELIGLICH VOR SCHIDEN“, v horní části „DIE EDLE EHREN TVGENT / RICHE FRAW ANNA GEBORNE VON SALTZA DES WEILANT / EDLEN EHRNVESTEN VND / WOLBENA[NN]TEN MICHÆLS / VON EBERHARDT ZV VL / LERSDORF HINTERLASSEN[E] WITTIB [LIGT] ALHIER BEGRA / BEN GOT WOLLE IHR VERLEI / HEN AM IVNGSTEN TAGE EINE / FROELICHE AVFFER STEHVNG“ a v dolní části: „JOHAN AM.V. / ES KOMPT DIE STVNDE VND / IST SCHON [IETZT] DAS DIE / TODTEN [---] E [---] DES / SOHNES GOTTES [---] VND / DIE SIE HOREN [---]“. Druhý znakový náhrobník je umístěný vlevo na stěně předsíně. Nese rodový erb Eberhardtů a patří Michaelovi z Eberhardtu († 1632). V horní části se nachází tesaný nápis: „[AN] [---] / SANC[TVEN] [---] / VORS[CHIDEN][---]“ a v nápisovém pásku okolí je text: „[VON EBERHARDT] ERBHER ZV VLLERSDORF / VND LEILT ALHIE BEI DIESM / BEINHAVSE BEGRABEN WELCHS SELE GOT GENEDIG /SEI“. První náhrobník zprava na lodi kostela je figurální. Patří Abrahamovi z Eberhardtu (1562-1612). Nese erby rodu z Eberhardtu, ze Salzy a z Gersdorfu. V nápisových páscích je tesaný nápis: „[ANNO 1612] DEN [10.] SEPTEMB. ZWISCHEN [11 VND] [12] VORMITTAGE IST IHN GOTT [SELIG ENDSCHLAF] END DER EDLE [GESTRENGE VND EHRENVESTE] / [...RHARDT AVF] / VLLERSDORF SEIN[ES] ALTERS 50 [---] GO[TT] [---]“. Vlevo od něj je čtvrtý znakový náhrobník patřící Heleně (Anně) z Eberhardtu. Nese rodový erb a v horní části tesaný nápis: „[---] [DONNERSTAG NACH OS] / [TERN] [---] [SELIG IN GOTT VORSCHI] / [DEN] [---] [AMEFRAW] / [ANNA GE] [---] [MICHAEL V]“ a v nápisových páscích okolo: „ON EBERHARD [---] SELIGE NACH GELASSENE WI[TFRAW] / [ZV VLLERSDORF VND LEID][---] / [IHREM LIEBEN IVNCKERN WELCHEN SELEN GOT] [---] / [G]NEDIG SEIN VND [EINE FROELICHE AVFERSTEH] / [UNG] [---] VO [---] [HEN DVRCH] / CHRISTVM ZVM [EWIGWN LEBEN] [---]“.

## Okolí kostela

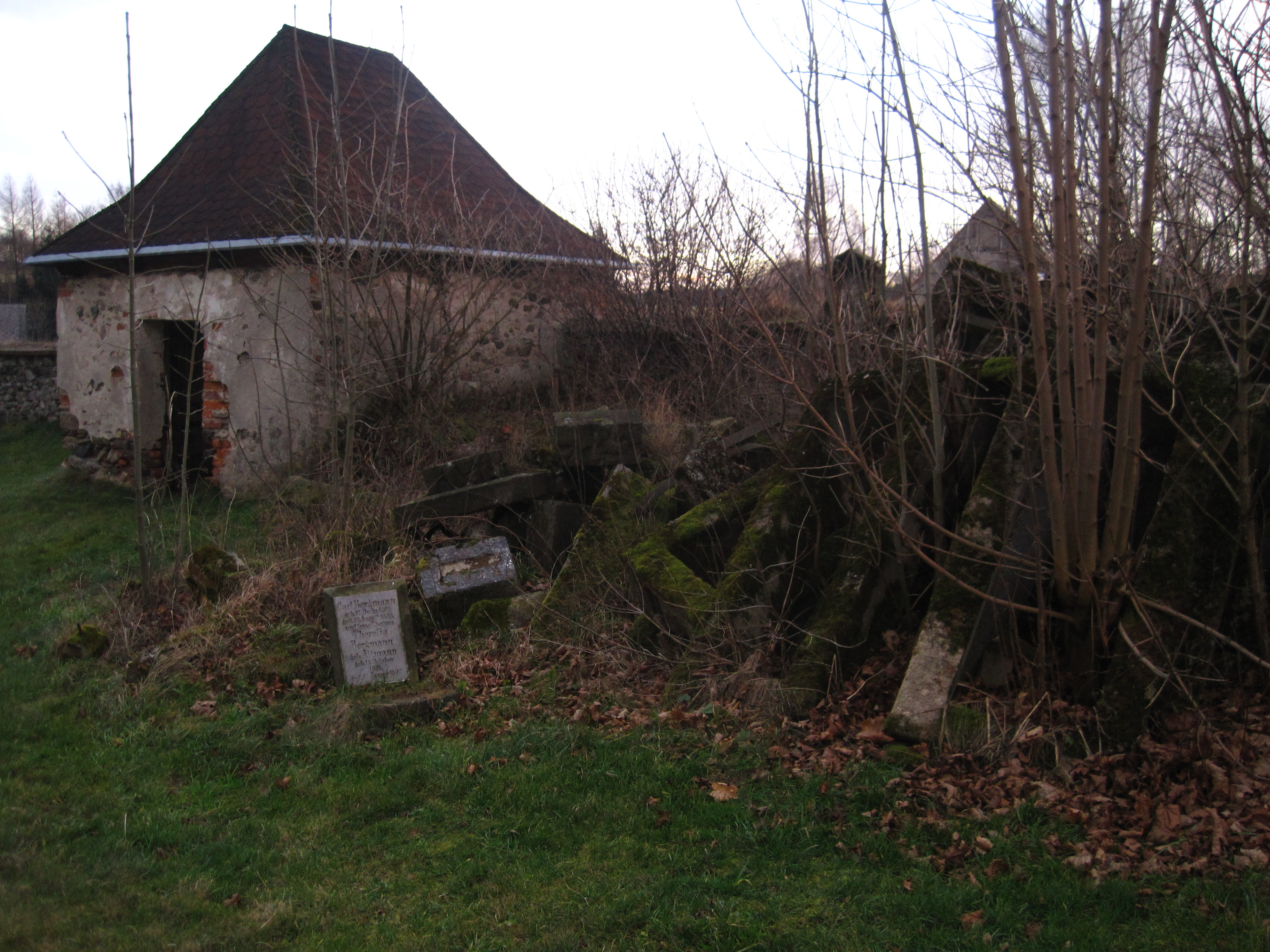
Márnice a hromada zbytků náhrobků

V jižní části areálu se při ohradní zdi nachází márnice. Jedná se o jednoduchou přízemní zděnou stavbu obdélného půdorysu, která je spojená s jižní obvodovou stěnou a ohradní zdí. Má vysokou valbovou střechu, která je kryta asfalovým šindelem. Vstup do márnice je osazený jednoduchými dveřmi rámové konstrukce. Vstup je umístěný na severním průčelí. Na začátku 21. století, kdy hladké vápenné omítky jsou značně destruované, je odhaleno smíšené zdivo z něho je márnice vystavěna.
Celý areál kostela obklopuje ohradní zeď v nepravidelném oválném půdorysu. Zeď je masívní, částečně omítaná, vyzděná z lomového kamene a místy doplněná cihlovými dozdívkami. Korunu zdiva kryjí řády pálených cihel. Do areálu vede při jihovýchodním konci zdi kovaná brána, která je osazená mezi vyzděnými pilíři. Obdobnou, avšak o něco menší branou je přístup do areálu ze severu. Zbytky křížové cesty se nacházejí po obvodu zdi. Jednotlivá zastavení křížové cesty tvoří pískovcové trojúhelně zakončené kaplice zapuštěné do koruny zdiva. Jednotlivá zastavení jsou poničena nebo z velké části chybí, popřípadě jsou volně pohozena v různých částech areálu. Ohradní zeď je ve 21. století staticky narušena a u jihovýchodní brány je z toho důvodu patrná rozsáhlá destrukce. Hřbitov není používán a jednotlivé části náhrobků jsou roztroušené po areálu, nebo pohozené na hromadě, která se nachází při severní části ohradní zdi.

## Smírčí kříž
Vně severního okraje ohradní zdi kostela se nachází pískovcový smírčí kříž. Jeho vznik se pojí s legendou o potulných mastičkářích, kteří zůstali přes noc v místním hostinci. Mezi mastičkáři došlo k hádce a jeden z nich probodl svého druha. Jako pokání za tento čin musel vztyčit kamenný tzv. smírčí kříž. Kříž je latinského tvaru a má rozměry 90 × 85 × 35 cm. Na přední straně dříku kříže je jednoduchý reliéf meče. V 21. století je zapuštěn hluboko do okolního terénu.